# Aleksandr Dmitrievič Lanskoj
Conte Aleksandr Dmitrievič Lanskoj (in russo Александр Дмитриевич Ланской?; Tallinn, 10 agosto 1758 – San Pietroburgo, 11 dicembre 1784) è stato un militare russo.

## Biografia
Non apparteneva all'aristocrazia dei boiardi, ma a un'antica famiglia nobile della Prussia, stabilitasi in Estonia nel XIII secolo con l'Ordine dei Cavalieri Portaspada, dei quali anche Lanskoj (il cui nome tedesco era von Lanschleesberg).
Il conte Lanskoj studiò all'Accademia Militare di San Pietroburgo e divenne colonnello del reggimento della Guardia a 21 anni.
Nello stesso anno, fu presentato da Potëmkin all'imperatrice Caterina II grazie alla nobildonna Anna Stepanova Protasova, e ne fu per qualche tempo il favorito, dal 1780 alla sua morte per difterite avvenuta nel 1784; durante questi quattro anni fu depositario di rendite favolose e nel 1782 partecipò all'allontanamento di Orlov da corte.